# Greensboro Bend
Greensboro Bend es un lugar designado por el censo ubicado en el condado de Orleans en el estado estadounidense de Vermont. En el año 2010 tenía una población de 232 habitantes.

## Geografía
Greensboro Bend se encuentra ubicado en las coordenadas 44°32′50″N 72°15′48″O / 44.54722, -72.26333.